# 실리카겔 (밴드)
실리카겔은 대한민국의 인디 록 밴드이다. 현재 김건재, 김춘추, 김한주, 최웅희로 구성되어 있으며, 현재까지 2장의 정규 음반을 발매했다. 한국대중음악상에서 2017년 올해의 신인, 2022년과 2023년, 2024년 총 3년 연속 최우수 모던 록 노래를 수상했다.

## 역사

### 결성과 1집
실리카겔은 2013년 서울예술대학교 출신의 학생들 주도 하에 결성되었다. 밴드명은 평창 비엔날레에 출품하기 위해 그룹명을 정해야만 했는데, 우연히 껌통에서 보게 된 실리카 겔를 보고 지었다고 한다. 이후 음악에 VJ를 합친 스타일로 주목을 받기 시작했다.
2015년 첫 EP 〈새삼스레 들이켜본 무중력 사슴의 다섯가지 시각〉를 발매했으며, 2016년에는 첫 정규 음반 〈실리카겔〉을 발매했다. EBS가 주관한 2016년 올해의 헬로루키로 선정되었으며, 2017년 한국대중음악상에서 올해의 신인상을 받았다.
2017년에는 밴드 파라솔과 합작 싱글 〈Space Angel〉을 발매했다. 같은 해 11월에는 EP 〈SiO2.nH2O〉가 발매되었다.

### 활동 복귀와 2집
2018년부터는 멤버들의 군복무 문제로 2년간 휴식기에 들어갔다. 김한주는 인터뷰에서 이 기간 동안 자신의 잠재력을 끌어올릴 방법을 탐구했다고 밝혔다. 2020년 싱글 〈Kyo181〉을 통해 복귀했으며 2021년 싱글 〈Desert Eagle〉은 2022 한국대중음악상 최우수 모던 록 노래를 수상하기도 했다.
2022년 싱글 〈No Pain〉을 발매하며 대중적인 인기를 한층 확보하였다. 곡의 의미에 대해 김한주는 멤버들이나 주변 사람들, 본인의 정서적 컨디션을 체크하면서 필요한 음악일 거라는 생각에 제작했으며, 흥행 면에서도 유의미한 지표를 마련해준 곡이라고 밝혔다. 이 싱글 역시 2023 한국대중음악상에서 최우수 모던 록 노래를 수상하며 연속 수상에 성공한다.
2023년 EP 〈Machine Boy〉를 발매하였다. 〈Machine Boy〉에는 타이틀곡 〈Realize〉와 선공개된 〈Mercurial〉등도 함께 수록되었다. 〈Mercurial〉의 경우 패션 브랜드 '산산기어'와의 협업으로 음악 제작과 뮤직 비디오, 팝업 공연이 이루어졌다. 이후 EP 발매 기념 단독 공연과 더불어 펜타포트 락 페스티벌, DMZ 피스트레인 뮤직 페스티벌 등 다양한 록 페스티벌에서 공연했다. 2023년 8월에는 황소윤이 참여한 싱글 〈Tik Tak Tok〉을 발매하였다. 
2023년 12월 제2집 〈POWER ANDRE 99〉를 온라인으로 발매하였다. 이 앨범으로 싱글 〈Mercurial〉에서 시작된 가상 캐릭터 '머신 보이'를 찾아 나서는 여정의 마지막 이야기를 담았다. 동시기 출연한 멜론뮤직어워드 2023 시상식에도 출연해 '베스트 뮤직스타일상'을 수상하였다.

## 음반 목록

### 정규 음반
- 실리카겔 (2016)
- POWER ANDRE 99 (2023)

### EP
- 새삼스레 들이켜본 무중력 사슴의 다섯가지 시각 (2015)
- SiO2.nH2O (2017)
- Machine Boy (2023)

### 싱글
- 두 개의 달 (2016)
- sister (2016)
- Space Angel (2017)
- Kyo181 (2020)
- Hibernation (2021)
- S G T A P E - 01 (2021)
- Desert Eagle (2022)
- I'MMOTAL (2022)
- NO PAIN (2022)
- Mercurial (2023)
- Tik Tak Tok (2023)
- S G T A P E - 02 (2024)

## 수상 목록
- 2017년 제14회 한국대중음악상 올해의 신인
- 2022년 제19회 한국대중음악상 최우수 모던록 노래상
- 2023년 제20회 한국대중음악상 최우수 모던록 노래상
- 2023년 제15회 멜론뮤직어워즈 베스트 뮤직스타일상
- 2024년 제21회 한국대중음악상 올해의 음악인상 / 최우수 모던록 음반상 / 최우수 모던록 노래상